# Mohammed Boqshan
Mohammed Boqshan (en árabe: محمد بقشان‎; Adén, 10 de marzo de 1994) es un futbolista yemení que juega en la demarcación de defensa para el Al-Khor SC en la Liga de fútbol de Catar

## Selección nacional
Debutó con la selección de fútbol de Yemen el 16 de octubre de 2012 en un encuentro amistoso contra el Líbano que finalizó con un resultado de 2-1 a favor del combinado libanés tras los goles de Mohamed Haidar y Feiz Shamsin para el Líbano, y de Mohammed Fuad Omar para el combinado yemení. Además disputó varios encuentros del Campeonato de la Federación de Fútbol de Asia Occidental 2012, de la Copa de Naciones del Golfo de 2013 y de la Copa de Naciones del Golfo de 2014.

### Goles internacionales
| # | Fecha               | Estadio                          | Oponente | Gol | Resultado | Competición                                          |
| - | ------------------- | -------------------------------- | -------- | --- | --------- | ---------------------------------------------------- |
| 1 | 12 de marzo de 2015 | Estadio Grand Hamad, Doha, Catar | Pakistán | 2–0 | 3-1       | Clasificación para la Copa Mundial de Fútbol de 2018 |

## Clubes
| Club                 | País  | Año         | Partidos | Goles |
| -------------------- | ----- | ----------- | -------- | ----- |
| Al-Tilal Aden        | Yemen | 2011 - 2014 |          |       |
| Al-Hilal Al Hudaydah | Yemen | 2014 - 2016 |          |       |
| Al-Nahda Club        | Omán  | 2016 - 2017 |          |       |
| Al-Shamal SC         | Catar | 2017 - 2018 |          |       |
| Al-Khor SC           | Catar | 2018 -      | 5        | 0     |